# Garba Lawal
Garba Lawal (Kaduna, 22 de mayo de 1974) es un exfutbolista nigeriano.

## Selección nacional
Con la selección de fútbol de Nigeria, Lawal participó en el Mundial de 1998 y en el de 2002. Ganó el oro olímpico en 1996.

## Como entrenador
En agosto de 2009, Lawal asumió como entrenador del Lobi Stars FC.

## Equipos
| Club                | Temporada | Categoría                            | Partidos | Goles |
| ------------------- | --------- | ------------------------------------ | -------- | ----- |
| Julius Berger       | 1993-1995 | Primera División de Nigeria          |          |       |
| Espérance ST        | 1995-1996 | Championnat de Ligue Profesionelle 1 |          |       |
| Roda JC             | 1996-2002 | Eredivisie                           | 154      | 20    |
| Deportivo           | 2005-2006 | Primera División                     | 5        | 0     |
| Levski Sofia        | 2002-2003 | Liga Profesional de Bulgaria         | 15       | 3     |
| IF Elfsborg         | 2004      | Allsvenskan                          | 12       | 0     |
| CD Santa Clara      | 2004-2005 | Segunda División de Portugal         | 16       | 0     |
| Iraklis FC          | 2005-2006 | Super Liga de Grecia                 | 33       | 1     |
| Changsha Ginde F.C. | 2007      | Superliga China                      | 3        | 0     |
| Julius Berger       | 2007      | Primera División de Nigeria          | 18       | 8     |
| Lobi Stars FC       | 2009-2012 | Primera División de Nigeria          | 3        | 1     |